# Делансі-стріт
Делансі-стріт (англ. Delancey Street) — одна з головних магістралей Нижнього Іст-Сайду Нью-Йорка на Мангеттені, що проходить від західного кінця вулиці на Бауері до її східного кінця на Магістралі ФДР, з'єднуючись з Вільямсбурзьким мостом і Бруклін на Клінтон-стріт. Це восьмисмугова вулиця, розділена посередині на захід від Клінтон-стріт, і службова дорога для Вільямсбурзького мосту на схід від Клінтон-стріт. На захід від Бовері вулиця Делансі стає вулицею Кенмар, яка продовжується як чотирисмугова нерозділена вулиця до Лафаєтт-стріт.
Делансі-стріт названа на честь Джеймса Де Лансі-старшого, головного судді, віце-губернатора та виконувача обов’язків колоніального губернатора провінції Нью-Йорк, чия ферма була розташована на території нинішнього Нижнього Іст-Сайду.

## Кенмар-стріт

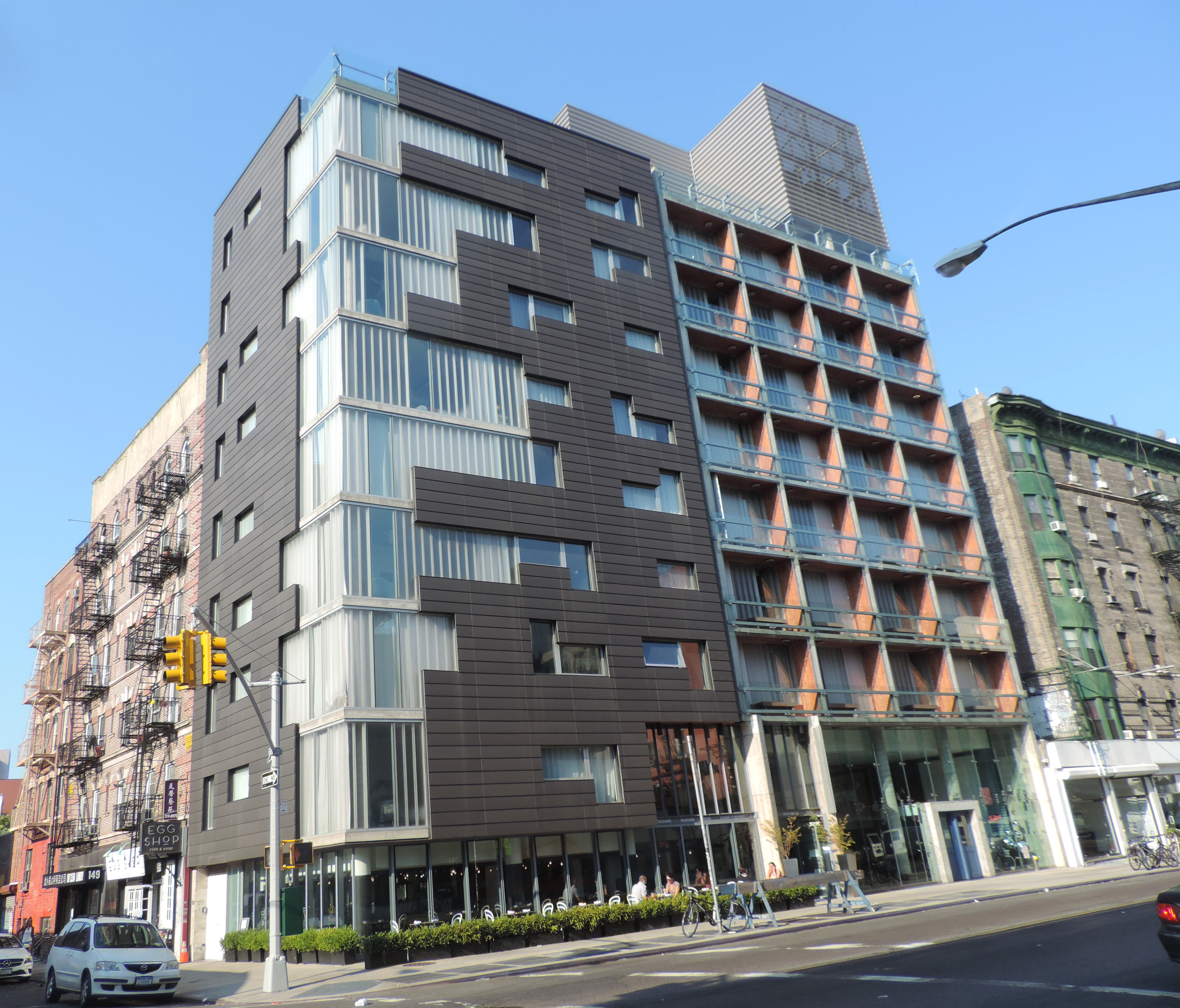
Готель Ноліта, Кенмар і Елізабет-стріт

Кенмар-стріт простягається на п'ять кварталів від Бауері до Лафайєт-стріт. Це головна магістраль для транспорту, що рухається на захід до Голландського тунелю. Вулиця була заснована в 1911 році Тімом Салліваном, сином іммігрантів Деніела О’Саллівана та Кетрін Коннеллі, які походили з Кенмара, графство Керрі, Ірландія.